# 바이오스피어 2

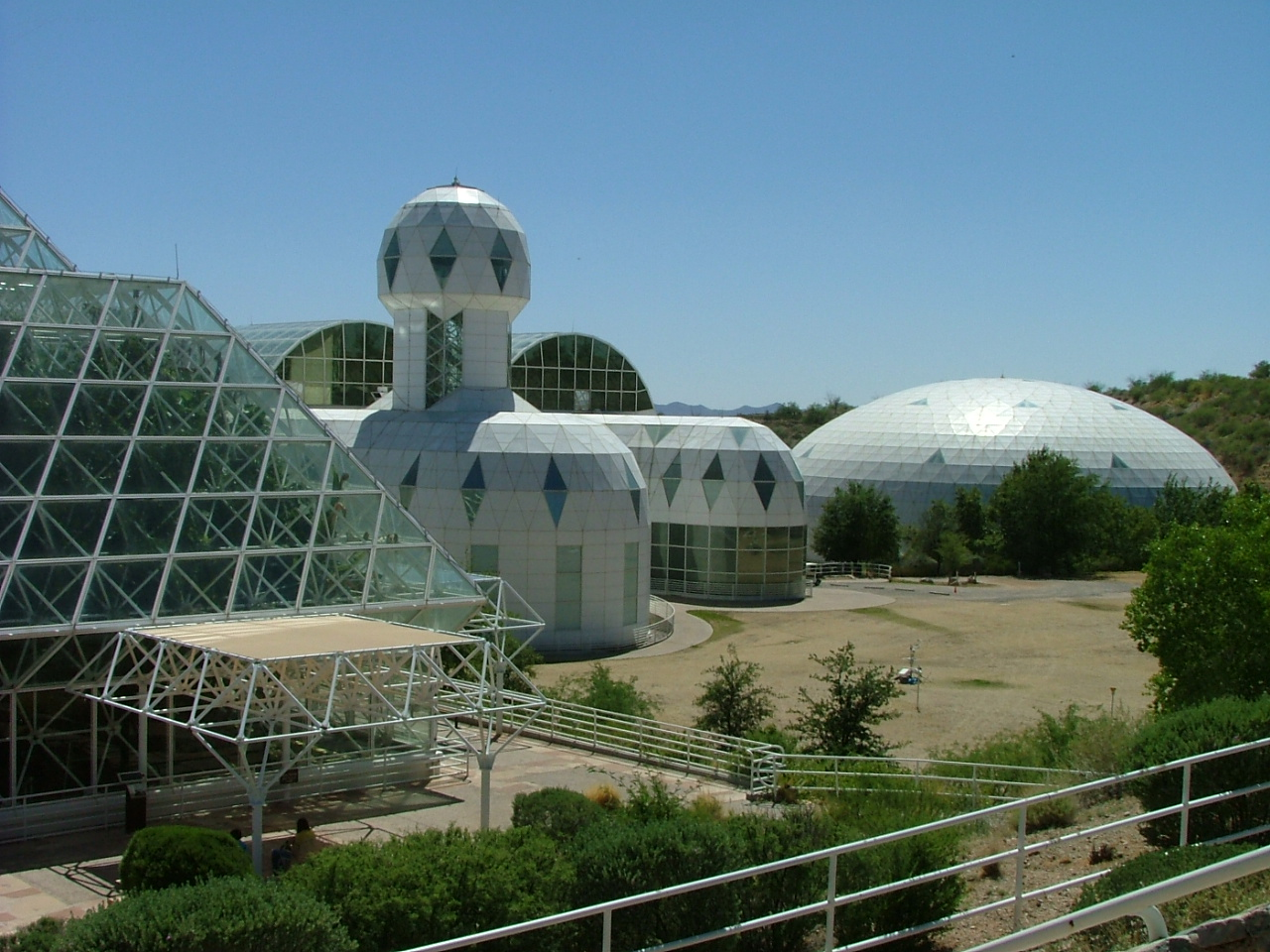
바이오스피어 2의 외부 사진

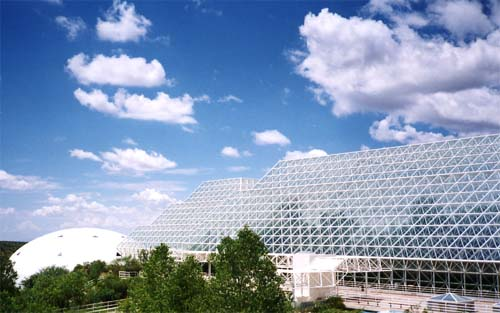
바이오스피어 2의 전경

바이오스피어 2(Biosphere 2)는 1991년부터 약 2년 동안 미국 애리조나주 오라클(Oracle)에서 진행된 인공생태계 프로젝트이다. 격리된 공간을 만들어 햇빛을 제외한 모든 에너지와 물질의 상호작용을 차단시킨 뒤 인공생태계를 만들었다. 과학자 8명이 직접 들어가서 살며 실험에 참여했으며, 산소부족으로 인해 실패해 현재는 박물관으로 이용되고 있다.
과학자들의 예상과 달리 얼마 지나지 않아 바이오스피어 2 내부의 산소가 갈수록 부족해지는 현상이 나타났다. 먼저 바이오스피어 2의 콘크리트 구조물이 7톤의 산소를 흡수해 버렸고, 구조물 자체의 결함과 외부 날씨로 인해 태양 광선 유입량이 충분하지 못해서 식물들이 산소를 만들 수 없었다. 가장 큰 이유는 열대 우림지역에 조성된 흙에 함께 포함된 미생물들이 흙 속의 탄소를 이산화탄소로 합성하면서 산소를 많이 소비했기 때문이다.
실제로 8명으로 구성된 실험자들이 들어가고 시스템이 밀폐된 지 얼마 안 있어 공기중의 산소 농도가 약 15%까지 급격하게 하락했다. 거기다가 이산화탄소의 농도는 대기중의 농도의 두세배로 치솟아 오르게 되었다. 낮에는 그래도 식물들의 광합성으로 인해 산소농도가 회복되다가도 밤이 되면 급격하게 저하되는 요동이 발생했고, 토양을 비옥하게 하기 위해 일부러 유기물 함유량이 많은 흙을 넣었던 것도, 토양속의 박테리아의 활동을 왕성하게 만들어서 산소농도 감소에 한 몫을 했다. 그 박테리아들이 내뿜는 이산화탄소로 인해 공기중의 이산화탄소 농도가 급격하게 올라가면서 식물들의 광합성만으로는 이산화탄소 농도의 조절이 불가능한 지경이 되었고, 바닷물의 이산화탄소 흡수능력도 너무 작은 규모로 인해 제 역할을 하지 못했다. 오히려 바닷물에 이산화탄소가 많이 녹게 되면서 물이 산성화되어 산호들이 녹기 시작했고, 이로 인해 실험자들은 중탄산염을 넣어서라도 바닷물을 중화시켜야 했다.
이산화탄소 흡수를 촉진하기 위해 심은 나팔꽃은 이상증식을 하면서 다른 식물들의 생장을 저해하기 시작했고, 변화된 기후로 인해 곤충들이 죽고 불개미등이 대량으로 번식했다. 곤충들이 죽어 가면서 꽃가루 운반이 안되어 식물들의 수정이 어려워 졌고 이는 다시 이산화탄소 증가의 악순환을 유발했다.
더불어 실험자들에게 공급될 식량의 생산도 점차 줄기 시작했고, 실험자들은 영양부족으로 말라가기 시작했다. 이런 열악한 상황에 처하게 되자, 실험자들의 심리에도 영향이 미치기 시작했고 결국 약속했던 2년을 겨우 채우고서 실험자들이 나올 때 쯤에는 실험자들 사이에 파벌이 조성되고 서로 다투게 되는 등, 다양한 문제가 발생하게 되었다. 결국 실험자들은 더욱 피폐해져서 바이오스피어를 나오게 되었다.
이 바이오 스피어 2는 우리인간에게 생태계를 모방하고 창조해내는 것이 얼마나 어려운 것인지를 알리고 있다.
- 바이오 스피어1: 지구 생태계
- 바이오 스피어2: 1991년에 미국 애리조나 주에서 과학자들이 지구 생태계와 격리되도록 만든 또 하나의 미래형 생태계

## 바이오스피어 2의 내부 시설

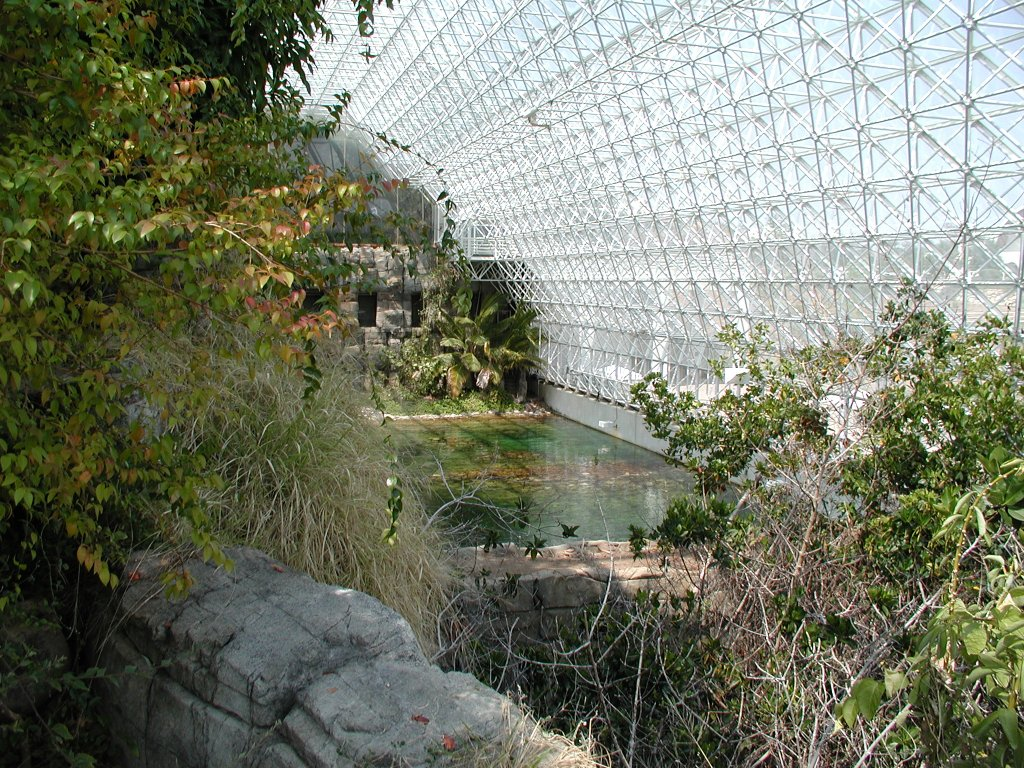
바이오스피어 2 내부

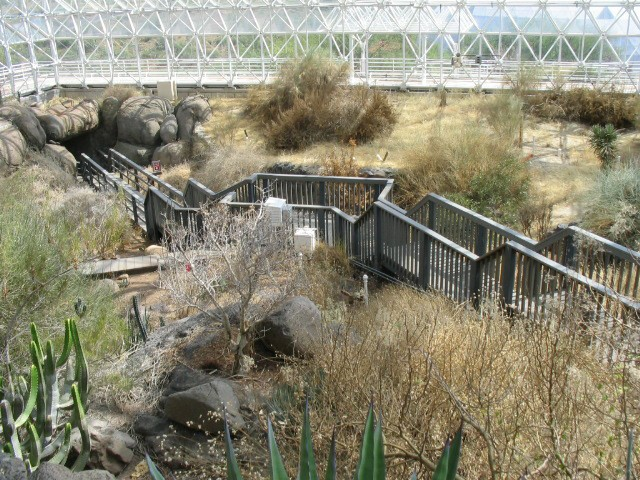
바이오스피어 2 내부

바이오스피어 2의 모든 시설은 최대한 현재의 지구 상태와 비슷한 환경을 갖추도록 만들어졌다. 열대 우림 지역과 바다, 사막 등 5가지의 자연 생태계가 조성되어 있었으며, 이 안에 8명의 사람이 들어가 외부와의 물질 교환없이 자급자족생활을 할 수 있도록 만들어져 있었다. 또한 바이오스피어2 내의 생태계를 유지하기 위해서 천장 부분을 유리로 만들어 외부의 태양 광선을 받아들일 수 있도록 했다.
전체 규모는 약 1.25ha(4000평 정도)에 달했으며, 철골과 유리, 콘크리트 구조물로 이루어져 있었다. 전체적으로는 유리 온실과 같은 구조였으나 내부에는 열대우림, 사바나, 사막, 바다, 습지 등 지구상에서 볼 수 있는 다섯 가지 형태의 지역을 설치했으며 농경지와 거주지를 만들었다. 외부와는 완전히 격리되어 있었으며 물질의 교환이 없도록 만들어졌다.
내부에는 약 3,000종의 생물을 넣었으며, 우림에는 아마존에서 직접 가져온 300종의 식물이 심어졌다. 바다에 넣을 산호초를 카리브해에서 직접 가져왔으며, 다양한 종류의 척추동물도 함께 넣어졌다.

## 같이 보기
- bios1
- 에덴 프로젝트